# Combinatoire géométrique
La combinatoire géométrique est une branche des mathématiques, en particulier de la combinatoire. Un certain nombre de sous-domaines lui sont associés, tels que la combinatoire polyédrique (l'étude des faces des polyèdres convexes ), la géométrie convexe (l'étude des ensembles convexes, en particulier la combinatoire de leurs intersections), et la géométrie discrète, qui à son tour a de nombreuses applications à la géométrie computationnelle.   
D'autres domaines importants incluent la géométrie métrique des polyèdres, comme le théorème de Cauchy sur la rigidité des polytopes convexes. L'étude des polytopes réguliers, des solides d'Archimède et des nombres de baisers fait également partie de la combinatoire géométrique. Des polytopes spéciaux sont également envisagés, comme le permutoèdre, l' associaèdre et le polytope de Birkhoff . 

## Voir également
- Combinatoire topologique